# Filtro de condensador
Un filtro de condensador es un circuito eléctrico formado por la asociación de diodo y condensador destinado a filtrar o aplanar el rizado, dando como resultado una señal eléctrica de corriente continua cuya tensión no varía prácticamente en el tiempo. El circuito es el mismo que el empleado en la rectificación añadiendo un condensador, por lo que al igual que existen rectificadores de media onda y de onda completa. ENERGIA

## Principio de pico
Imaginemos, para simplificar el análisis, que el diodo es ideal, es decir, conduce polarizado en directa y no conduce polarizado en inversa e inicialmente el condensador está descargado.

Supongamos que la tensión de entrada es sinusoidal. Al principio, por ser ésta positiva polariza el diodo en directa y este conduce, de modo que la tensión en el condensador vo es igual a la de entrada (vo = vi).
Cuando se alcanza el máximo de tensión (VM) el condensador ha completado su carga y a partir de entonces la señal de entrada comienza a disminuir. Al ocurrir esto el condensador intenta descargarse a través del diodo pero como la polarización es inversa no conduce; el condensador no puede entonces descargarse quedando entre sus bornes una diferencia de potencial vo = VM que se mantendrá permanentemente cualquiera que sea la tensión de entrada.
En definitiva, la tensión sinusoidal de entrada, corriente alterna, se ha convertido prácticamente en corriente continua.
Si por cualquier circunstancia la señal de entrada alcanzara un nuevo máximo V'M > VM, el condensador simplemente se cargaría hasta esa tensión quedando luego una corriente continua de valor V'M.

## Filtro de media onda
En un circuito real el propósito de la conversión es alimentar algún dispositivo de corriente continua, por lo que en paralelo con el condensador existirá una carga representada por la resistencia RL.
En este caso el condensador puede, a partir del máximo de la tensión de entrada y con el diodo en inversa, descargarse a través de la carga.
A medida que el condensador se va descargando la tensión de entrada va disminuyendo hasta alcanzar el mínimo para posteriormente aumentar; evidentemente siendo la entrada creciente y la tensión en el condensador decreciente llega un punto en el que ambos valores coinciden, momento en el que el diodo se polariza en directa y el condensador comienza a recargarse hasta el siguiente máximo de la tensión de entrada.
La tensión en la carga no es ahora uniforme o constante, como sucedía en el caso anterior, sino aproximadamente triangular. En la práctica interesa que la tensión sea lo más uniforme posible para lo cual el producto RLC deberá ser grande (condensadores de alta capacidad); situación en la que los tramos ascendente y descendente de la tensión de salida pueden, con suficiente aproximación, sustituirse por líneas rectas.

### Análisis del circuito
Como sabemos (leyes de Kirchhoff), la intensidad de la corriente que atraviesa el diodo (iD) cuando conduce se reparte luego entre resistencia (iL) y condensador (iC), es decir:
{\displaystyle i_{D}=i_{L}+i_{C}}
Siendo vi = VM sen (ωt) la tensión de entrada —ω = 2πf / f: frecuencia de la corriente alterna— y sabiendo que es coincidente con la de la carga y el condensador (vo) cuando el diodo conduce, las intensidades que atraviesan resistencia y condensador serán respectivamente:
{\displaystyle i_{L}={v_{o} \over R_{L}}={V_{M} \over R_{L}}{\mbox{sen}}(\omega t)}
{\displaystyle i_{C}=C{dv_{o} \over dt}=C\omega V_{M}{\mbox{cos}}(\omega t)}
Y por tanto:
{\displaystyle i_{D}={V_{M} \over R_{L}}{\mbox{sen}}(\omega t)+C\omega V_{M}{\mbox{cos}}(\omega t)}
Cuando la intensidad iD se hace cero, el diodo deja de conducir. Esta condición se manifiesta en el instante t2 tal que:
{\displaystyle {\mbox{tg}}(\omega t_{2})=-C\omega R_{L}}
donde el signo negativo expresa que tal condición se da una vez superado el máximo de la tensión de entrada (T/4). En la práctica la diferencia es tan pequeña que se puede despreciar y admitir que el diodo comienza a conducir alcanzado el máximo de la tensión de entrada.

## Aplicaciones
Este circuito puede usarse, en fuentes de alimentación para lograr transformar la tensión alterna de la entrada en continua a la salida. Normalmente forma parte de circuitos de potencia más complicados como son los conversores de potencia. En estos casos el valor del condensador debe ser alto.
Ajustando el valor del condensador para que tenga un mayor margen de variación puede utilizarse este circuito para la demodulación de señales AM, el resultado es una señal parecida a la envolvente de la señal modulada. Para esta aplicación el valor del condensador es mucho menor que en la anterior y dependiente del índice de modulación.
- El contenido de este artículo incorpora material de una entrada de la Enciclopedia Libre Universal, publicada en español bajo la licencia Creative Commons Compartir-Igual 3.0.

- Datos: Q3815268